# Camera dei rappresentanti del Texas
La Camera dei rappresentanti del Texas è, insieme al Senato, una delle due camere che compongono la Legislatura del Texas. Essa si riunisce nel Campidoglio dello Stato del Texas.
La Camera è composta da 150 rappresentanti, eletti ogni due anni e, in base al censimento del 2010, rappresentanti di circa 167 637 persone. Non sono presenti vincoli sul numero di mandati, come nel caso del membro più longevo, Tom Craddick, eletto nel 1968.

## Storia
Nell'agosto 2025, circa 50 rappresentanti del Partito Democratico sono andati oltre confine per evitare il gerrymandering proposto dai Repubblicani per la riforma di legge elettorale statale. Il governatore texano ha ordinato l'arresto dei democratici per quorum del voto in camera.
La fuga dei democratici, nella storia politica, sono successe in due occasioni per ritardare l'approvazione sulla legge del gerrymandering: nel 2003 e nel 2021.

## Gestione interna
Lo Speaker della Camera è il presidente di questa istituzione e ne è inoltre il membro più importante in carica; tra i suoi doveri rientrano il mantenere l'ordine all'interno della Camera, riconoscere i membri durante i dibattiti, pronunciarsi su questioni procedurali, assegnare i parlamentari alle vari commissioni e inviare i conti per la revisione dei comitati. 
Lo Speaker pro tempore è invece una carica prettamente cerimoniale, ma, per tradizione di lunga data, presiede la Camera durante l'esame dei progetti di legge locali e di consenso.
Diversamente da altre legislature di Stato, la Camera non riconosce ufficialmente dei leader di maggioranza o minoranza, che sono accreditati dunque solo per convenzione; i leader non ufficiali sono i Caucus Chair repubblicano e democratico, entrambi eletti dai rispettivi caucus.

## Composizione grafica della Camera dei rappresentanti

Distretti della Camera e appartenenza ai Partiti al 2024
Partito Repubblicano
Partito Democratico

Partito Repubblicano
     Partito Democratico